# Kenneth Setton
Kenneth Meyer Setton (New Bedford, Massachusetts, 17 de junio de 1914 - Princeton, Nueva Jersey, 18 de febrero de 1995) fue un historiador estadounidense y un experto en la historia de la Europa medieval, en particular las cruzadas.

## Primeros años, educación y premios
La infancia y la adolescencia de Kenneth Setton no fueron fáciles. Se mantuvo a sí mismo desde la edad de 13 años. Recibió su licenciatura en 1936 como un graduado de Phi Beta Kappa de la Universidad de Boston. Recibió su maestría en 1938 y su doctorado en 1941 en la Universidad de Columbia. Su disertación Christian Attitude Toward the Emperor in the Fourth Century fue escrita bajo la dirección de Lynn Thorndike. También recibió títulos honoríficos de la Universidad de Boston y la Universidad de Kiel. Afirmó que el conocimiento de idiomas es la base del conocimiento de la ciencia histórica, y habló italiano, francés, alemán y catalán, además de sus favoritos, latín y griego clásico.
Kenneth Setton pasó casi dos décadas terminando su obra clásica, The Papacy and the Levant, 1204-1571. Para los dos primeros volúmenes publicados recibió la Medalla Haskins de la Academia Medieval de América en 1980. Se desempeñó como editor en jefe de Wisconsin Collaborative History of the Crusades, publicado en seis volúmenes desde 1969 hasta 1989.
Kenneth Setton recibió el Premio John Frederick Lewis de la Sociedad Filosófica en tres ocasiones: primero en 1957 por su obra The Byzantine Background to the Italian Renaissance, luego en 1984 por su obra The Papacy and the Levant, volume 3 and 4 y en 1990 por su obra Venice, Austria and the Turks in the 17th Century.

## Carrera
Kenneth Setton comenzó su carrera docente en la Universidad de Boston y la Universidad de Manitoba. Luego enseñó en la Universidad de Pensilvania entre 1950 y 1965, sucediendo a otro medievalista, John L. La Monte. En el período comprendido entre 1965 y 1968 enseñó en la Universidad de Wisconsin, donde fue nombrado director del Instituto de Investigación en Humanidades. Después de 1968 trabajó en el Institute for Advanced Study de Princeton, Nueva Jersey.
Tuvo muchos nombramientos simultáneos, como director de la biblioteca de la Universidad de Pensilvania, director interino de la Biblioteca Gennadius en Grecia y la Beca Guggenheim.

## Obras seleccionadas
- Christian Attitudes Toward the Emperor in the Fourth Century, Columbia University Press, 1941.[8]
- The Bulgars in the Balkans and the occupation of Corinth in the seventh century, Academia Medieval de América, 1950.
- The Papacy and the Levant, 1204-1571 (1976).[9] Four volumes. Philadelphia: The American Philosophical Society. ISBN 978-0-87169-114-9.
- A History of the Crusades (1969–1989).[10] Six volumes. University of Wisconsin Press, 1955–1989, as editor in chief with Harry W. Hazard, Robert Lee Wolff, Marshall W. Baldwin and Norman P. Zacour as co-editors. Esta serie es conocida como the Wisconsin Collaborative History of the Crusades.
- Venice, Austria and the Turks in the 17th Century, American Philosophical Society, 1991, ISBN 978-0-87169-192-7.
- Western Hostility to Islam, American Philosophical Society, 1992, ISBN 978-0-87169-201-6.
- Catalan Domination of Athens, 1311–1388 (1948).[11] Cambridge, Mass.: Mediaeval Academy of America. La historia de la fundación de la Compañía Catalana y su subsecuente control del Ducado de Atenas y Tebas.
- The Age of Chivalry (1969).[12]
- Europe and the Levant in the Middle Ages and Renaissance.
- Athens in the Middle Ages.